# Souimanga de Mayotte
Cinnyris coquerellii
Espèce
Statut de conservation UICN

 LC  : Préoccupation mineure
Le Souimanga de Mayotte (Cinnyris coquerellii) est une espèce de passereaux de la famille des Nectariniidae.

## Répartition
Cet oiseau est endémique de Mayotte.

## Habitat
Il habite les forêts humides tropicales et subtropicales en plaine.

## Taxinomie
D'après le Congrès ornithologique international, c'est une espèce monotypique.